# Luigi Rossi (giornalista)
Luigi Rossi (Robbio, 25 agosto 1929 – Milano, 11 gennaio 1999) è stato un giornalista, scrittore e critico musicale italiano.

## Biografia
Dopo aver frequentato il seminario di Pavia, si laureò in Lettere moderne presso l'Università della stessa città.
Sin dai primi anni di seminario cominciò ad appassionarsi alla storia della musica con privilegio per la musica sacra organistica. Durante il periodo universitario fu appoggiato dalla sapiente e attenta guida del maestro Franco Vittadini, anch’egli pavese, esperto di musica sacra e antica per proseguire i suoi studi e i suoi corsi di organo.
Inizia la sua carriera, ancor prima di compiere gli studi accademici, come giornalista già nel 1947 all’età di soli 18 anni collaborando con piccoli quotidiani della provincia pavese e, durante un periodo di permanenza a Nizza, anche con il quotidiano Nice Matin, scrivendo saggi e critiche per lo spettacolo.
Dal 1951 si trasferisce a Roma e collabora con Momento Sera e Realtà Politica;  negli stessi anni coopera in modo continuativo con altre varie testate quali Corriere di Sicilia, Patria e Libertà, Il Popolo e successivamente, in concomitanza con il suo ritorno a Pavia, riprende la collaborazione con la Provincia Pavese.
Nel 1955 si trasferisce a Milano e viene assunto da La Notte per partecipare, all’interno della pagina degli spettacoli (La città al Neon), alla stesura di critiche ed articoli, con l'amico Morando Morandini. Da questo momento inizia il suo cammino come critico musicale che lo porterà a specializzarsi, successivamente, in danza e balletto. La sua collaborazione con il quotidiano La Notte si protrarrà sino al 1988.
Nel 1988 fonda il periodico mensile, tuttora esistente Danza&Danza insieme all’amico Mario Bedendo, che ha diretto la rivista fino al 2013.
Alla chiusura de La Notte, Luigi Rossi collaborerà in modo continuativo con La Stampa di Torino e con Famiglia Cristiana tramite rubriche fisse di danza e balletto.
Durante tutto il periodo di carriera giornalistica ha collaborato con vari periodici quali: Sipario, Musica e Dischi, Discoteca, Schermi, Radiocorriere TV.
La sua variegata attività professionale lo ha portato anche verso l’aspetto di docenza che si è manifestata con l’insegnamento di Storia della Musica e del Balletto presso la Scuola di Ballo del Teatro alla Scala di Milano.
Oltre a numerosi libri e saggi su danza e balletto ha redatto programmi di sala per Il teatro Alla Scala di Milano, per il Teatro Regio di Torino e il Teatro La Fenice di Venezia e per il Festival dei Due Mondi a Spoleto.
È stato il primo giornalista in Italia a percepire l’enorme talento dell’étoile Carla Fracci magnificandone, all’inizio della sua luminosa carriera, le doti di grande tecnica mai disgiunte dall’espressività e dalla forte presenza scenica, anche nel caso di Luciana Savignano, come dichiarò lei stessa, fu il primo critico a scrivere parole vere e giuste sin dai suoi esordi.

## Opere
- Storia del Balletto, Mondadori 1961, Milano, riedizione 1966
- Il Balletto a Milano, Ed. Comune di Milano, 1967, Milano
- Nuova Storia del Balletto, Nuove Edizioni Milano 1967, Milano
- Storia della Danza e del Balletto, Cappelli editore, 1970, Verona,  riedizione 1972
- Il Ballo alla Scala, Edizioni della Scala, 1972, Milano
- Enrico Cecchetti, Edizioni della Danza, 1978, Pavia
- Danza e Futurismo a Venezia, Ed. La Stampa, 1986, Torino
- Enrico Cecchetti e il balletto Russo, Ed. Sipario, 1986, Milano
- Dizionario di Danza e Balletto, Ed. Media Press, 1994, Milano

## Cinema, teatro e televisione
- Recitar cantando a Palazzo Tè di Mantova, Produzione HDH film, 1981
- "La Danza e Il Balletto", serie speciali TELE+/ SKY, 1993
- "La Magia della Danza", Produzione Videodelta, 1995
- "Gli Italiani alla Corte degli Zar", Festival Vignale Danza, Festival Dei due Mondi, 1996
- "Rischiatutto", RAI come esperto e consulente per Danza e Musica, 1973-1978

## Manifestazioni e presentazioni
- Nervi Festival Del Balletto, RAI 3, 1982-1983
- Premio Danza Reggio Emilia, RAI 3, 1985
- Festival Vignale Danza, 1996
- Festival Positano Danza, 1991

## Premi e onorificenze
- Danza ‘75 Venezia, 1975
- Settimane Musicali di Portofino, 1975
- Teatro alla Scala, 1986-1987
- Festival Nazionale Danza Classica Adria, 1987
- Abano Danza, 1991
- Festival della Danza Castiglioncello, 1991